# Morte (personificação)

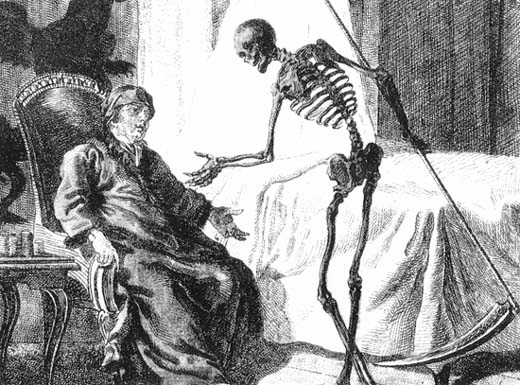
A representação ocidental da Morte como um esqueleto carregando uma gadanha

O conceito de morte  como uma entidade tem existido em muitas sociedades, desde o início da história. A partir do século XV, com o reavivamento da cultura greco-romana como fonte de inspiração artística; veio a ser mostrada como uma figura esquelética carregando uma gadanha (ferramenta similar à foice) e vestida com uma túnica negra com capuz; sendo inspirada em Hades, o deus grego do mundo inferior (Plutão para os romanos). Na cultura ocidental, a Morte é frequentemente associada a esta figura, de aspecto semelhante ao enraizado no século XV. No oriente é chamada de Iama, Enma, ou mais recentemente, Shinigami (deus ou anjo da Morte na mitologia japonesa).  
Existe também na bíblia, Abadom (também chamado de Apollyon), um anjo cuja verdadeira identidade é um mistério e que aparece no livro de Jó (capítulo 26, versículo 6) e no livro do Apocalipse (capítulo 9, versículo 11), onde é chamado de Anjo do Abismo. Nas tradições judaicas antigas de onde a Bíblia surgiu, o anjo da morte era chamado pelo nome de Samael, anjo esse que para os estudiosos bíblicos, principalmente a partir do Novo testamento é identificado como Satanás "o que tinha o império da morte" (Hebreus, 2:14) e no islamismo o anjo da morte é identificado como Azrael.
Em alguns casos, a Morte é capaz de realmente matar a vítima, levando a contos em que ela pode ser subornada, enganada ou aprisionada, a fim de manter a vida, como no caso de Sísifo. Outras crenças sustentam que a Morte é um psicopompo, servindo apenas para cortar os últimos laços entre a alma e o corpo e para guiar os mortos para o outro mundo sem ter qualquer controle sobre o fato da morte da vítima.
Em várias línguas (por exemplo, em línguas eslavas e românicas), assim como no português, a Morte é personificada na forma feminina, enquanto em outras (como por exemplo no inglês e no alemão), ela é apresentada como uma personagem masculina.

## Folclore e mitologia indoeuropeia

### Helênica

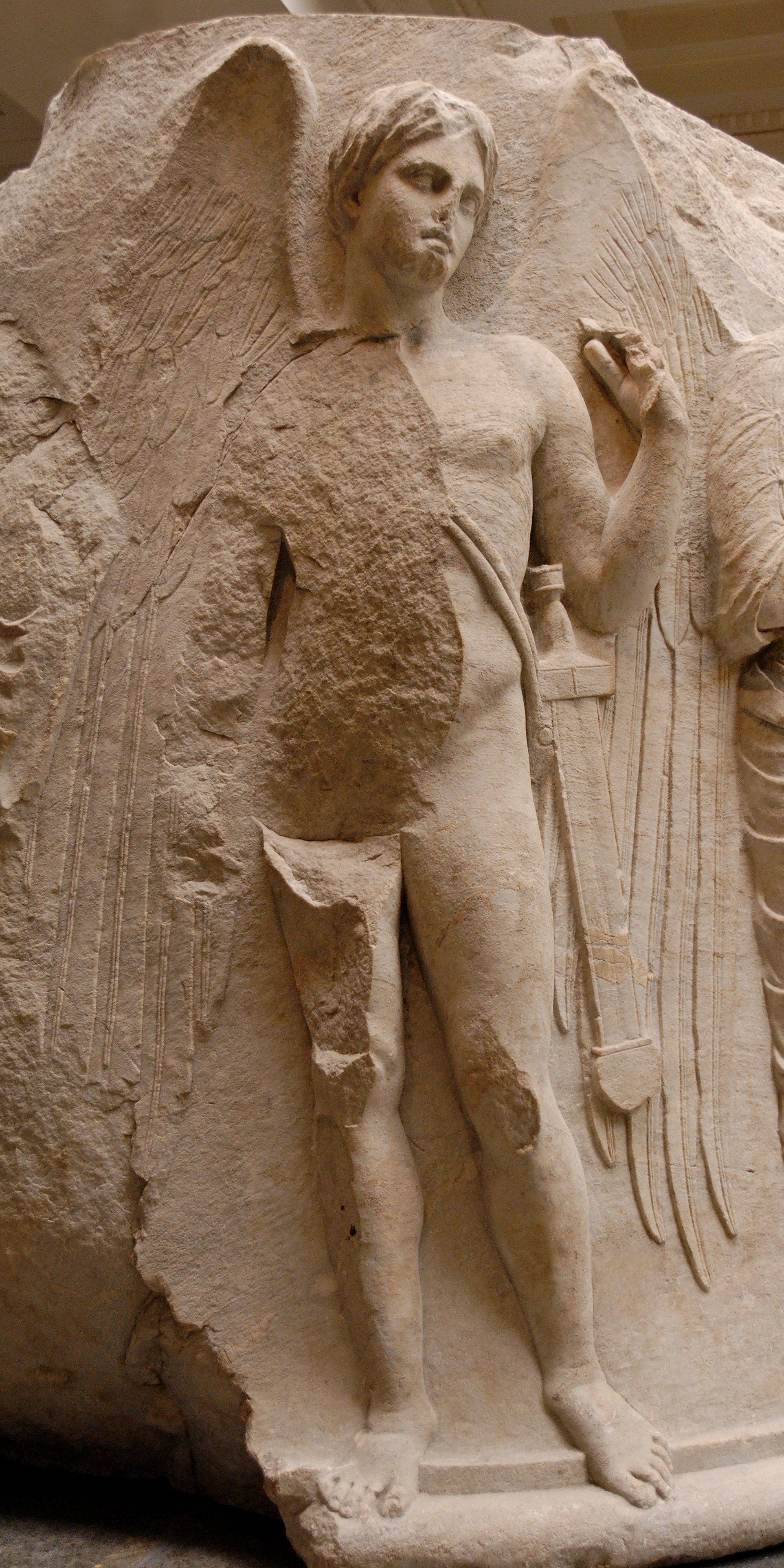
Tânato como um jovem alado, no Templo de Ártemis, em Éfeso.

Na antiga Grécia acreditava-se que a morte era inevitável, e, portanto, ela não é representada como puramente má. Ela é frequentemente retratada como um homem barbado e alado, mas também tem sido retratada como um jovem rapaz. Morte, ou Tânato, é a contrapartida da vida, a morte sendo representada como masculina, e a vida como feminina. Tânato é o irmão gêmeo de Hipnos, o deus do sono. Ele normalmente é mostrado com seu irmão e é representado como sendo justo e gentil. Seu trabalho é acompanhar os falecidos para o submundo, governado por Hades. Ele, então, entrega os recém-mortos nas mãos de Caronte, o barqueiro que leva as almas ao longo do rio Aqueronte, que separa a terra dos viventes da terra dos mortos. Acreditava-se que se o barqueiro não recebesse algum tipo de pagamento, a alma não seria entregue ao submundo e seria deixada na beira do rio por cem anos.
As irmãs de Tânato, as Queres, são os espíritos de morte violenta. Elas estão associadas a mortes de batalhas, doenças, acidentes e homicídios. As irmãs são retratadas como más, muitas vezes se alimentando do sangue do corpo após a alma ser levada para o submundo. Tinham presas, garras e se vestiam com roupas ensanguentadas.

### Celta
O folclore Bretão nos mostra uma figura espectral que é presságio de morte, o Ankou. O Ankou não é a própria morte, mas seu servidor. Normalmente, o Ankou é o espírito da última pessoa que morreu dentro da comunidade, aparecendo como uma figura alta e abatida com um chapéu largo e longos cabelos brancos ou como um esqueleto com uma cabeça giratória que vê a todos em todo lugar. O Ankou dirige um velho vagão ou uma carroça, empilhada de cadáveres. Dizem que quando um vivo escuta o som do veículo rangendo não tardará a morrer. Também dizem que aquele que vê o Ankou morrerá dentro de um ano.

### Polaca
Na Polónia, a Morte (ou Śmierć) é retratada com uma aparência similar à românica tradicional, mas ao invés de um manto preto veste um manto branco. A Morte é personificada como uma mulher (a palavra śmierć é de gênero feminino) principalmente vista como uma velha esquelética, como descrito no diálogo do século XV "Rozmowa Mistrza Polikarpa ze Śmiercią" (em latim: "Dialogus inter Mortem et Magistrum Polikarpum").

### Nórdica
Na Noruega, a Morte é retratada como uma mulher idosa que usa um capuz preto, conhecida pelo nome de Pesta (que significa bruxa, praga). Ela vai para as cidades carregando um ancinho ou uma vassoura. Se ela levar o ancinho, algumas pessoas poderiam sobreviver a praga, caso ela leve a vassoura, todos morreriam.

### Escrituras hindus

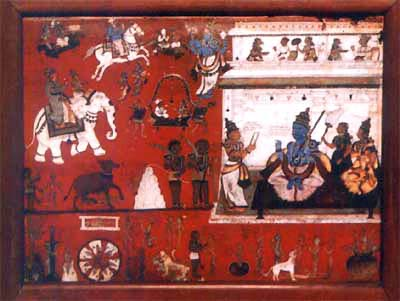
Iama, o senhor da morte Hindu, presidindo sua corte no inferno

Em escrituras hindus, o senhor da morte é Iama, ou Iamaraja (literalmente "o senhor da morte"). Iamaraja monta um búfalo negro e traz um laço de corda para levar a alma de volta para sua residência, chamada de Iama Loca (o mundo de Iama, ou o submundo dos mortos). Existem muitas formas de ceifeiros, embora alguns dizem que há apenas um que se disfarça como uma pequena criança. Seus agentes, os Iamadutas, carregam as almas de volta para Iama Loca. Lá, todas as contas de ações boas e ruins de uma pessoa são armazenadas e mantidas pelo Chitragupta. O saldo dessas ações permite Iamaraja decidir onde a alma irá residir em sua próxima vida, segundo a teoria da reencarnação. Iama é também mencionado no Mahabharata como um grande filósofo e devoto do supremo Brahman.
Iama é também conhecido como Darmaraja, ou rei do Dharma. Uma interpretação é que a justiça é servida igualmente para todos, vivos ou mortos, com base em seu karma ou destino. Esta é ainda reforçada pela ideia de que Yudhishtra, o mais velho dos Pandavas e considerado como a personificação da justiça, nasceu devido às orações de Kunti para Iamaraja.
Escrituras budistas também mencionam Iama ou Iamaraja de maneira muito similar.

## Folclore e mitologia do Extremo Oriente
Na mitologia chinesa e no Taoísmo, Yanluo (chinês: 閻羅; pinyin: Yánluó), ou Yanluo wang (閻羅王; Yánluó wáng), é o deus da morte e o governador de Di Yu (inferno ou submundo). A divindade se originou a partir de Iama do hinduísmo e foi adotado no panteão chinês, eventualmente se espalhando para o Japão como Enma-Daioh e na Coréia como Grande Rei Yŏmna. Ele é normalmente retratado vestindo um boné de juiz chinês e tradicionais vestes chinesas em ambas as representações, chinesas e japonesas.
Na mitologia coreana, o equivalente da figura da Morte na cultura ocidental é Jeoseung-Saja (저승사자 em coreano). Ele é retratado como um burocrata severo e implacável no serviço de Yŏmna. Um psicopompo, ele escolta todos — bons ou maus — da terra dos vivos para o submundo quando chega a sua hora.
Na mitologia japonesa e no Kojiki, após dar à luz ao deus do fogo Hinokagutsuchi, feridas mortais causadas pelo fogo do filho atingem Izanami e ela entra no reino da noite perpétua chamado Yomi-no-kuni (o submundo), para o qual Izanagi, seu marido, viajou em uma tentativa frustrada de salvá-la. Ele contempla o estado monstruoso e infernal de sua esposa, ela se envergonha e fica furiosa. Izanami persegue Izanagi a fim de matá-lo, mas não consegue e promete matar mil de seu povo a cada dia. Izanagi retruca dizendo que mil e quinhentos vão nascer todos os dias.
Há também deuses da morte chamados shinigami, que estão mais próximos da personificação ocidental da Morte. Shinigami são comuns nas modernas ficções e artes japonesas, essencialmente ausentes da mitologia tradicional.

## Religiões abraâmicas

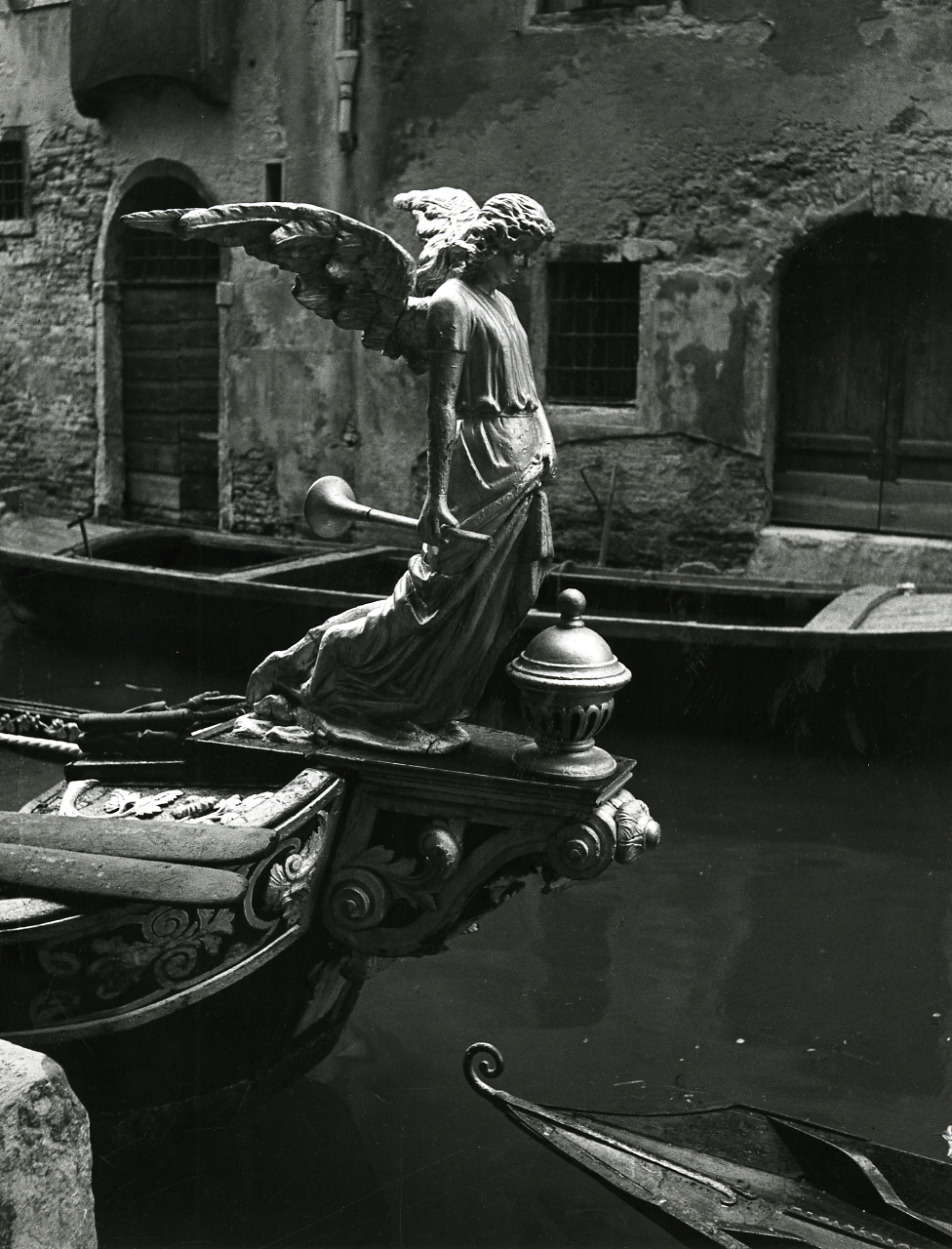
Anjo da Morte. Foto Paolo Monti, Veneza, 1951

O Anjo do Senhor fere cento e oitenta e cinco mil homens no acampamento assírio (II Reis, 19:35). Quando o Anjo da Morte passa a ferir os primogênitos dos egípcios, Deus impede "o destruidor" (shâchath) de entrar nas casas com sangue na porta (Êxodo, 12:23). O "anjo destruidor" (mal'ak ha-mashḥit) estende sua mão para exterminar Jerusalém, mas é impedido por Yahweh, que se arrepende desse mal (II Samuel, 24:16). Em I Crônicas 21:16, o Anjo do Senhor é visto pelo rei Davi "entre a terra e o céu, tendo na mão a espada desembainhada, voltada contra Jerusalém". O livro bíblico de Jó (33:22) usa o termo geral "destruidor" (memitim), que a tradição identificou como "anjos destruidores" (mal'ake Khabbalah), e Provérbios (16:14) usa o termo "anjos da morte" (mal'ake ha-mavet). No islamismo, sikhismo e em algumas tradições extra-bíblicas, o anjo da morte é chamado de Azrael e também Samael.

### Memitim

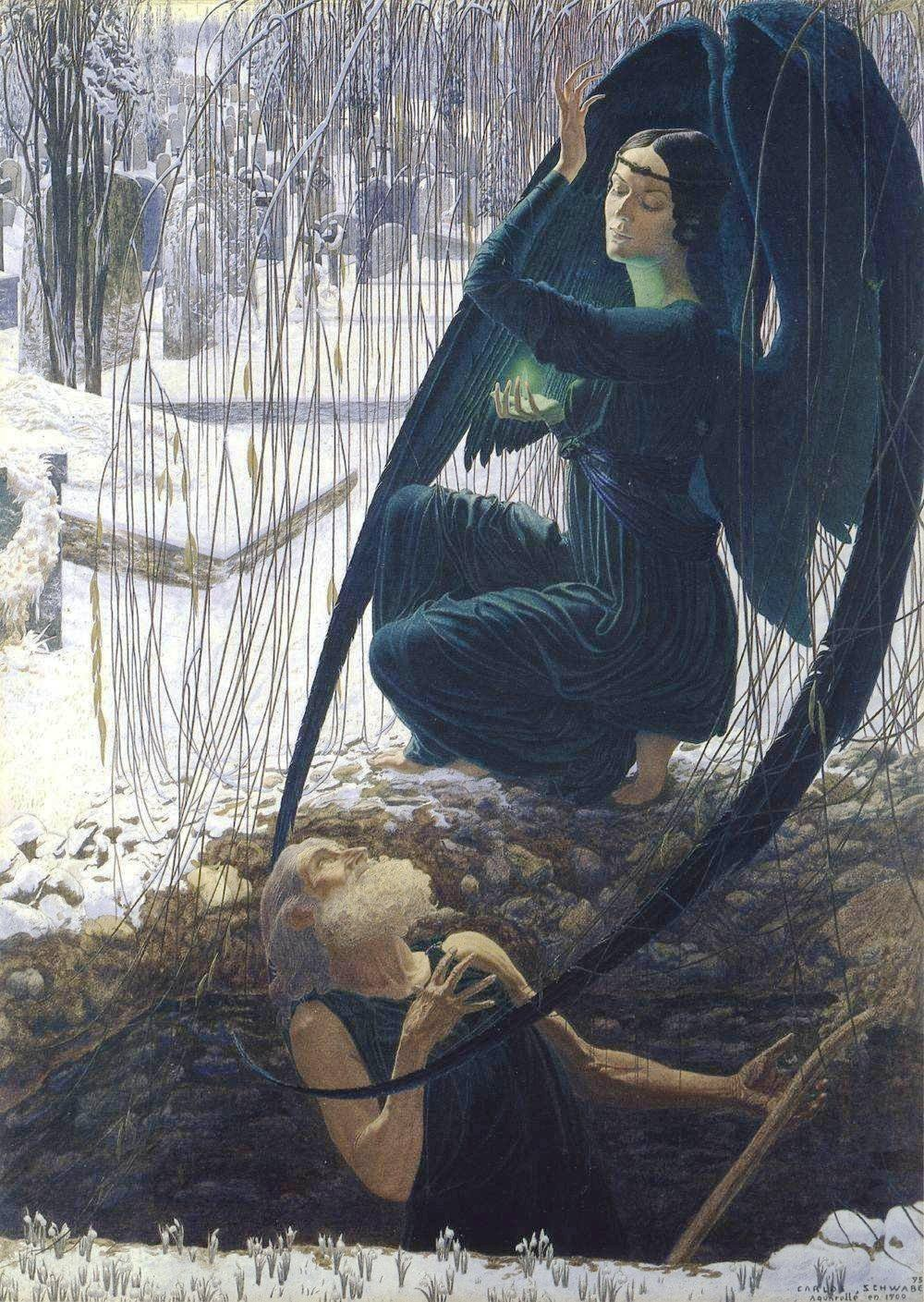
La mort du fossoyeur (Morte do coveiro) por Carlos Schwabe

O memitim é um tipo de anjo da tradição bíblica associado com a mediação sobre as vidas dos moribundos. O nome é derivado da palavra hebráica mĕmītǐm e se refere aos anjos que provocam a destruição daqueles a quem os anjos da guarda já não estão protegendo. Embora possa haver algum debate entre os estudiosos da religião sobre a natureza exata dos memitim, é geralmente aceito que, tal como descrito no livro de Jó (33:22), eles são algum tipo de assassinos.

### No Judaísmo

#### Formas e funções
De acordo com o Midrash, o Anjo da Morte foi criado por Deus no primeiro dia. Sua morada é o céu, de onde ele alcança a terra em oito voos, enquanto a Peste chega em um. Disse Deus ao Anjo da Morte: "Eu entreguei-te o poder sobre todas as pessoas, só não sobre estes que estão livres da morte por meio da Lei". Ele tem doze asas e dizem que é cheio de olhos. Quando um homem que está prestes a morrer vê o Anjo da Morte, ele é tomado de uma convulsão e abre a boca. O Anjo se põe a frente da vítima com sua espada desembainhada, da qual cai gotas de fel na boca do homem, essa gota provoca a morte e aos poucos o corpo da pessoa se torna podre, ficando com o rosto amarelo. A expressão "ao gosto da morte" teve origem na ideia de que a morte foi causada por uma gota de fel. Nas tradições judaicas o anjo da morte é chamado de (Samael), de terrível aparência, e da coroa da cabeça até os pés, está coberto de olhos. Moisés o vê, se assombra e pede: "...meu Deus e o Deus de meus pais, não me deixe cair nas mãos desse anjo" (Assunção de Moisés cap IV). 
A alma escapa pela boca, ou, como se afirma em alguns lugares, através da garganta. Portanto, o Anjo da Morte está na cabeça do paciente (Adolf Jellinek, lc ii 94, Midr O Ps de xi.. .). Quando a alma abandona o corpo, sua voz vai de um mundo para o outro, mas não é ouvido (Gen. R. vi 7;.. Ex R. v. 9,.. Pirḳe R. El xxxiv). A espada do Anjo da Morte, mencionado pelo cronista (I Crônicas, 21:15; comp. Jó, 15:22; Enoque, 62:11), indica que o Anjo da Morte era figurado como um guerreiro que mata os filhos dos homens. "O homem, no dia da sua morte, cai diante do Anjo da Morte como um animal diante do matador" (Grünhut ", Liḳḳuṭim", v. 102). O pai de Samuel (c. 200) diz: "O Anjo da Morte me disse: 'Apenas por causa da honra da humanidade é que eu não corto seus pescoços como é feito com os animais abatidos" ('Ab Zarah. 20b). Em representações posteriores, a faca, por vezes, substitui a espada, e é também feita referência ao cabo do Anjo da Morte, o que indica morte por estrangulamento. Moisés diz a Deus: "Eu temo o cabo do Anjo da Morte" (Grünhut, LCV 103 et seq.). Dos quatro métodos judaicos de execução, três são nomeados em conexão com o Anjo da Morte: Queimadura (derramando chumbo quente na garganta da vítima), abate (por decapitação) e estrangulamento. O Anjo da Morte administra a punição particular que Deus ordenou para a prática de pecado.
Um manto peculiar ("Idra" de acordo com Levy, "Wörterb Neuhebr.." I. 32, uma espada) pertence ao equipamento do Anjo da Morte (Eclesiastes R. iv. 7). O Anjo da Morte assume a forma particular que melhor servir aos seus propósitos, por exemplo, ele pode aparecer para um estudante na forma de um mendigo implorando piedade (O mendigo deve receber Tzedaká.) (M. Ḳ 28.). "Quando a peste se enfurece na cidade, não ande no meio da rua, porque o Anjo da Morte [isto é, a peste] passará por lá, se reina a paz na cidade, não ande nas bordas da estrada. Quando a peste se enfurece na cidade, não vá sozinho para a sinagoga, porque o Anjo da Morte armazena suas ferramentas. Se os cães uivarem, o Anjo da Morte entra na cidade; se eles fazem esporte, o profeta Elias chegou"(B. Ḳ. 60b). O "destruidor" (Satanás ha-mashḥit) na oração diária é o Anjo da Morte (Ber. 16b). Midr. Ma'ase Torah (compare Jellinek, "BH" ii 98) diz: "Há seis Anjos da Morte: Gabriel para os reis; Ḳapẓiel para os mais jovens; Mashbir para os animais; Mashḥit para as crianças; Af e Ḥemah para o homem e os animais".

### No Catolicismo
No catolicismo romano, o arcanjo Miguel é visto como o bom Anjo da Morte (em oposição a Samael, o controverso Anjo da Morte), levando as almas dos falecidos para o Céu (ver a sua invocação na oração oferecional tradicional da Missa Réquiem). A morte também é um dos Quatro Cavaleiros do Apocalipse retratados no Livro da Revelação.